# 平甸河
平甸河，又称亚尼河，位于中国云南省中南部，是小河底河右岸支流，上游又称彩本河，发源于峨山彝族自治县富良棚乡富良棚村小龙潭，蜿蜒向南流经塔甸镇亚尼村后进入新平彝族傣族自治县，南流至扬武镇毛木树村以南转东流，至大开门社区以南汇入小河底河。河流全长66.5公里，流域面积893.9平方公里，落差1150.4米，年均径流量1.76亿立方米。